# Isauro Aguirre

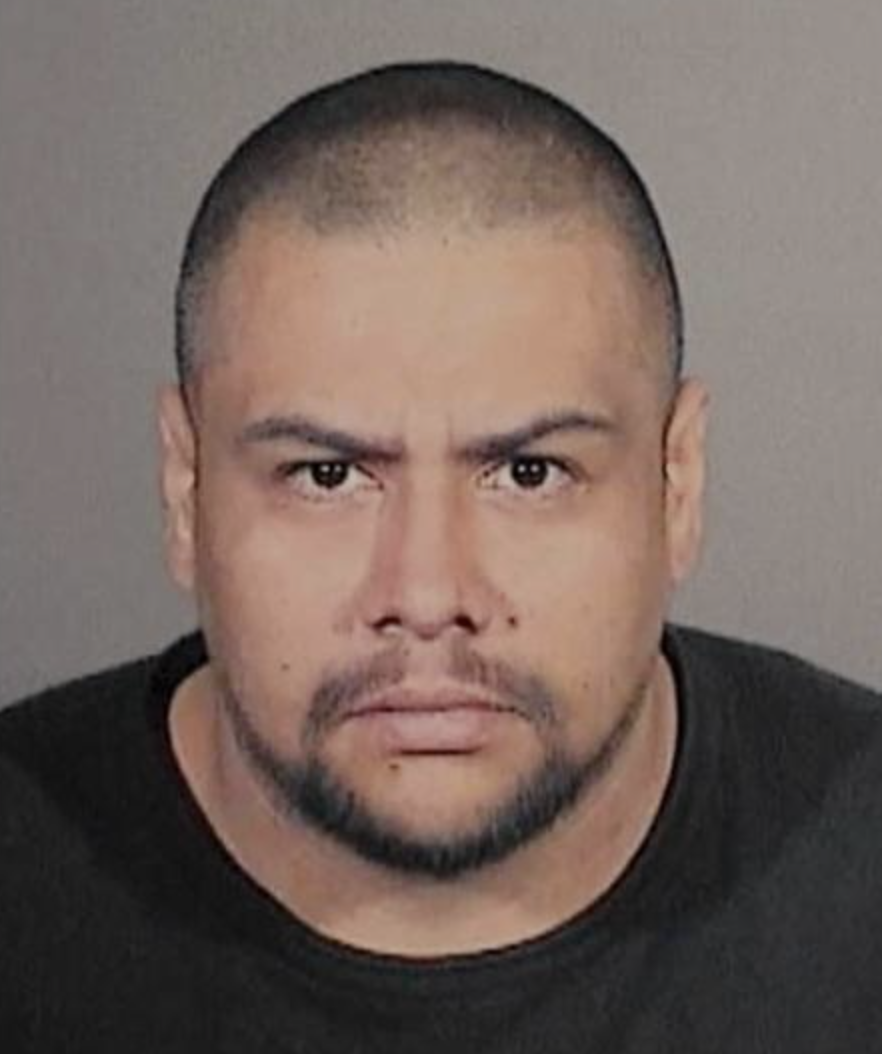
Isauro Aguirre

Isauro Aguirre, também conhecido como Tony Aguirre, nasceu no dia 13 de junho de 1980. Aguirre repetiu duas séries na escola, e acabou abandonando os estudos, o que sugere uma possível deficiência de aprendizagem. Ele trabalhou para um hotel de aposentados, sendo um cuidador e motorista. A diretora executiva da casa e ex-chefe de Aguirre, Susan Weisbarth, o descreveu como uma "pessoa tranquila, pé no chão e simpática, sempre disposta a ajudar". Ela também comentou que, durante seus três anos de trabalho, ele foi paciente e amoroso e costumava trocar as fraldas dos residentes idosos da instituição. A ex-colega de trabalho Sherline Mille, que também trabalhou para o hotel, observou que, enquanto Aguirre dirigia residentes, ele costumava conduzi-los pela rota panorâmica para que pudessem ver outras vistas além da rodovia. Em outubro de 2012, Aguirre começou a trabalhar como segurança. Lá conheceu Pearl Fernandez, um ano e meio ou dois anos antes de tomarem a custódia de Gabriel Fernandez.
Aguirre foi acusado de assassinato em primeiro grau com circunstâncias especiais de tortura pelo assassinato de Gabriel Fernandez. Ele se declarou inocente, no entanto, o júri o considerou culpado e recomendou que ele fosse condenado à morte, o que foi aceito pelo juiz do Tribunal Superior George G. Lomeli. Ele foi internado na Prisão Estadual de San Quentin em 13 de junho de 2018, aguardando execução. No entanto, sua execução ainda não foi definida de acordo com a moratória sobre a pena de morte emitida pelo governador da Califórnia, Gavin Newsom. Em março/abril de 2021, Aguirre foi transferido para o Centro Correcional Richard J. Donovan em San Diego.